# Khaled Ghoumal
Khaled Ghoumal, né le 18 octobre 1980, est un handballeur algérien. International algérien, il joue au poste de gardien de but et a notamment évolué 11 saisons en France.

## Palmarès

### En équipe nationale
Championnats du monde
- 18e au championnat du monde 2003 ( Portugal)
- 17e au championnat du monde 2005 ( Tunisie)

Championnats d'Afrique des nations
- Médaille d'argent au championnat d'Afrique 2002 ( Maroc)
- Demi-finaliste au championnat d'Afrique 2004 ( Égypte)
- Tour principal au championnat d'Afrique 2006 ( Tunisie)
- Médaille d'argent au championnat d'Afrique 2012 ( Maroc)

Jeux africains
- Médaille d'argent aux Jeux africains de 2003

## Statistiques en championnat de France
| Saison | Ligue       | Equipe           | MJ | Tirs Ar | Tirs T | %    | 7m ar | 7m T | %    | Tot ar | Tot | %    | Int | P.Déc. | Eval |
| ------ | ----------- | ---------------- | -- | ------- | ------ | ---- | ----- | ---- | ---- | ------ | --- | ---- | --- | ------ | ---- |
| 17-18  | N1M Elite   | Saintes          | 13 | 91      | 91     | 100  | 0     | 0    | 0    | 91     | 91  | 100  | 0   | 0      | 224  |
| 16-17  | ProLigue    | Limoges          | 26 | 175     | 515    | 34   | 9     | 42   | 21,4 | 184    | 557 | 33   | 3   | 0      | 12   |
| 15-16  | ProLigue    | Limoges          | 26 | 230     | 746    | 30,8 | 9     | 68   | 13,2 | 239    | 814 | 29,4 | 0   | 2      | -31  |
| 14-15  | N1M Elite   | Limoges          | 22 | 300     | 300    | 100  | 0     | 0    | 0    | 300    | 300 | 100  | 0   | 0      | 750  |
| 13-14  | N1M Elite   | Bruges-Lormont   | 1  | 9       | 9      | 100  | 0     | 0    | 0    | 9      | 9   | 100  | 0   | 0      | 22   |
| 12-13  | LMSL        | Billère          | 23 | 101     | 360    | 28,1 | 9     | 52   | 17,3 | 110    | 412 | 26,7 | 0   | 0      | -78  |
| 11-12  | ProLigue    | Billère          | 24 | 169     | 443    | 38,1 | 11    | 39   | 28,2 | 180    | 482 | 37,3 | 13  | 5      | 140  |
| 10-11  | N1M Elite   | Bordeaux Floirac | 25 | 305     | 305    | 100  | 0     | 0    | 0    | 305    | 305 | 100  | 0   | 0      | 765  |
| 09-10  | N1M Elite   | Bordeaux Floirac | 22 | 275     | 275    | 100  | 0     | 0    | 0    | 275    | 275 | 100  | 0   | 0      | 690  |
| 08-09  | N1M Poule 2 | Bordeaux Floirac | 26 | 354     | 354    | 100  | 0     | 0    | 0    | 354    | 354 | 100  | 0   | 0      | 892  |
| 06-07  | ProLigue    | Bordeaux Floirac | 24 | 90      | 249    | 36,1 | 10    | 32   | 31,2 | 100    | 281 | 35,6 | 2   | 3      | 81   |